# Верхній привод бурової установки

Верхній привод бурової установки

Верхній привод бурової установки — включає багатофункціональні пристрої подачі труб з дистанційним управлінням. Ці системи подачі труб вільно обертаються і оснащені системою автоматичного позиціонування для безпечної, легкої і точної орієнтації. Використовуються на установках наземного і морського буріння.
Верхній привод бурової установки створений у 1980-х роках. Станом на 2015 р. експлуатується верхній привод шостого покоління типу MH DDM 1000AC. Стандартні верхні приводи змінного струму поставляються в комплекті з системою орієнтування свердловинного інструменту для контролю напрямку вибійного двигуна.

## Загальний опис
Системи верхнього приводу (СВП) є одним із найважливіших досягнень у галузі технології буріння за останні десятиліття. Верхній привод був розроблений спочатку для бурових установок великої вантажопідйомності для буріння на шельфі і вперше був обладнаний на буровій установці в 1982 р. Використання приводу показало його значні переваги. Зокрема, перші встановлені на бурових установках СВП дали економію часу механічного буріння 11 % та економії часу спорудження свердловини в цілому — 8 %. Це, в свою чергу, зменшило витрати на буріння на 6 %, загальні витрати на спорудження свердловини — на 4 %. У 1992 р. верхній привод був уперше використаний на установках для буріння на суші. Перший виробник цього обладнання — компанія «Varco».
Функції СВП:
1) обертання бурильної колони з регулюванням частоти при
бурінні, проробці та розширенні стовбура свердловини, при підйомі та спуску бурильної колони;
2) гальмування бурильної колони та її утримання у заданому
положенні;
3) забезпечення проведення спуско-підіймальних операцій у
тому числі: — нарощування та розбирання бурильної колони свічками і одиночними трубами; — згвинчування і розгвинчування бурильних труб, докріплення і розкріплення різьбових з'єднань перехідників та кулькових кранів; — подача бурильних труб до стовбура свердловини та видалення від стовбура вертлюга;
4) проведення операцій зі спуску обсадних колон у свердловину;
5) промивання свердловини з одночасним провертанням бурильної колони;
6) надання та забезпечення величин крутного моменту і частоти обертання, їх вимірювання та виведення показників на дисплей блоку керування, виносний дисплей, пульт керування і на станцію геолого-технічних досліджень;
7) дистанційне керування;
8) герметизація внутрішньотрубного простору кульковими кранами.
Верхній привод підвішується нижче талевого блока і рухається разом із ним. Він обертає бурильну трубу зверху колони. Верхній привод з'єднаний із верхньою частиною бурильної колони і забезпечує крутний момент на колону і одночасно подає промивальну рідину і підтримує вагу колони (вертлюг із приводом). Обертальний момент, що розвивається двигуном верхнього привода, сприймається направляючою рейкою і передається на вежу або основу вежі. Маніпулятор для роботи з трубами, що з'єднаний внизу з трансмісією верхнього привода керується бурильником дистанційно і встановлює та роз'єднує нижнє з'єднання верхнього привода для передачі крутного моменту на бурильну колону без виконання операцій вручну.
Головною перевагою згаданих систем є значне скорочення загальних часових витрат на буріння. З'явились можливості буріння свічками, які складаються із трьох труб, що усуває два нарощення із трьох. Під час буріння похило-спрямованих свердловин, яке набуває все більшого поширення в практиці буріння, значно скорочується час, що витрачають на орієнтацію бурильної колони і контроль за спрямованістю проведення свердловини.
Використання верхнього приводу дає змогу здійснювати обертання бурильної колони та промивання свердловини, поєднуючи з іншими операціями (спуск інструменту, буріння, підйом інструменту). Завдяки цьому навіть у сильно викривлених свердловинах прихвати інструменту трапляються вкрай рідко. Забезпечується швидке реагування на прояви у свердловині, оскільки системи оснащені внутрішнім вмонтованим противикидним клапаном, яким керують із пульта бурильника. Менше ніж за 1 хв бурильник у змозі встанови¬ти клиновий захват, згвинтити верхню свічку з бурильної колони при повному контролі тиску в свердловині. Всі операції буриль¬ник виконує незалежно від бригади, яка знаходиться на буровій. За будь-яких обставин допускається менше помилок, що гарантує більшу безпеку виконання робіт. Інтегрування стандартних елеме¬нтів бурового обладнання створює добру виробничу атмосферу в роботі бурової бригади, що перевірено практикою.
СВП повністю сумісні з наявними в експлуатації буровими установками та вежами, стандартним обладнанням талевого блока й електрообладнанням, напрямні системи забезпечують гасіння реак¬тивного моменту на вишці. Вони не потребують традиційного квадрата і привідних вкладишів квадрата. Замість цього обертання бурильної колони, що закріплена в трубному маніпуляторі, здійснюється у верхній частині вежі.
Ще одна істотна перевага застосування верхнього приводу — безпечна робота бурової бригади. В процесі буріння єдиним обертовим інструментом на буровій залишається гладкостінна бурильна труба, що значно підвищує безпеку. Зменшуючи на дві третини кількість з'єднувальних операцій, бригада пропорційно менше піддає себе потенційній небезпеці під час виконання подібних операцій.
Переваги застосування верхнього приводу для буріння та підземного ремонту свердловин:
- 1. Використання для буріння свічок із трьох труб знижує на дві третини кількість операцій зі згвинчування, а це економія часу і безпека робіт.
- 2. Одночасне обертання й створення крутного моменту на верхньому й нижньому з'єднанні бурильної труби наполовину знижує часові витрати на згвинчування та розгвинчування.
- 3. Можливість виконувати підйом бурильної колони з одночасним обертанням і розгвинчуванням у верхній частині вежі дає змогу бурильнику обертати колону у вузьких ділянках стовбура, уникаючи прихвату, а також обертати бурильний інструмент та здійснювати циркуляцію в свердловині під час спуско-піднімальних операцій (СПО) і проведення свердловин із великим кутом нахилу стовбура, що зменшує імовірність прихватів.
- 4. З'являється можливість швидкого розбурювання цементних мостів без припинення для приєднання вертлюга й квадрата, що потребує часових витрат.
- 5. Під час використання вибійного двигуна колону можна втримувати гальмом, що розташоване на обладнанні бурового верстата. Це дає змогу підтримувати постійну орієнтацію долота в інтервалі буріння, рівному повній довжині свічки із трьох труб, і здійснювати повний контроль за спрямуванням долота при меншій кількості замірів.
- 6. Значно підвищена безпека робіт бурової бригади. Крім зменшення на дві третини кількості операцій зі згвинчування, потрібно використовувати тільки один нижній затримуючий ключ. Збільшення значення крутного моменту досягається двигуном. Гладкостінна труба є єдиним обертовим елементом на буровій.

Технологія буріння за використанням верхнього приводу повністю сумісна з існуючими конструкціями бурових верстатів, веж, стандартного талевого обладнання та електрообладнання.

## Виробники
- National Oilwell Varco
- STREICHER
- TESCO
- Canrig
- Bentec
- GDS
- JH-Цзинхун
- ПромТехИнвест
- Уралмаш
- Herrenknecht
- Warrior